# LYPD4
LYPD4 (англ. LY6/PLAUR domain containing 4) – білок, який кодується однойменним геном, розташованим у людей на довгому плечі 19-ї хромосоми. Довжина поліпептидного ланцюга білка становить 246 амінокислот, а молекулярна маса — 26 763.
| 10         |  | 20         |  | 30         |  | 40         |  | 50         |
| ---------- |  | ---------- |  | ---------- |  | ---------- |  | ---------- |
| MGPQHLRLVQ |  | LFCLLGAIST |  | LPRAGALLCY |  | EATASRFRAV |  | AFHNWKWLLM |
| RNMVCKLQEG |  | CEETLVFIET |  | GTARGVVGFK |  | GCSSSSSYPA |  | QISYLVSPPG |
| VSIASYSRVC |  | RSYLCNNLTN |  | LEPFVKLKAS |  | TPKSITSASC |  | SCPTCVGEHM |
| KDCLPNFVTT |  | NSCPLAASTC |  | YSSTLKFQAG |  | FLNTTFLLMG |  | CAREHNQLLA |
| DFHHIGSIKV |  | TEVLNILEKS |  | QIVGAASSRQ |  | DPAWGVVLGL |  | LFAFRD     |

A: Аланін

C: Цистеїн

D: Аспарагінова кислота

E: Глутамінова кислота

F: Фенілаланін

G: Гліцин

H: Гістидин

I: Ізолейцин

K: Лізин

L: Лейцин

M: Метіонін

N: Аспарагін

P: Пролін

Q: Глутамін

R: Аргінін

S: Серин

T: Треонін

V: Валін

W: Триптофан

Кодований геном білок за функцією належить до ліпопротеїнів. 
Задіяний у такому біологічному процесі, як альтернативний сплайсинг. 
Локалізований у клітинній мембрані, мембрані.